# Nassaukade 17 (Amsterdam)
Nassaukade 17 te Amsterdam is een gebouw aan de Nassaukade in Amsterdam-West.
Het pand stamt uit 1881 en is ontworpen door de timmerman, aannemer en architect Johannes Engelfriet (Rotterdam, 1851 - aldaar, 1934). Hij woonde er ook enige maanden met zijn gezin, maar na een paar maanden vertrok hij mede vanwege een faillissement weer terug naar Rotterdam. Hij ontwierp voor dit stukje twee bijna identieke (maar gespiegelde) gebouwen, Nassaukade 17 en 18. De ontwerpen zijn niet toe te wijzen aan een speciale bouwstijl; zijn ingedeeld onder eclectische bouwkunst. Beide zijn rijk gedecoreerd met beeldhouwwerken in de gevel. Het gebouw huisnummer 17 werd 18 november 2008 tot gemeentelijk monument verklaard.
Een van de redenen daarvoor is terug te vinden in de portiek. Net als de gevel is ze rijk versierd. In de portiek zijn twee figuratieve en twee abstracte tegeltableaus geplaatst, die vervaardigd zijn door de plateelfabriek De Distel; de naam van de fabriek is onderaan de figuratieve afbeeldingen te lezen. Weergegeven zijn ganzen en flamingo's. De tableaus behoren tot de stijl art nouveau. De tableaus dateren uit de periode 1895 tot 1923, jaren van oprichting en verkoop van de fabriek. 

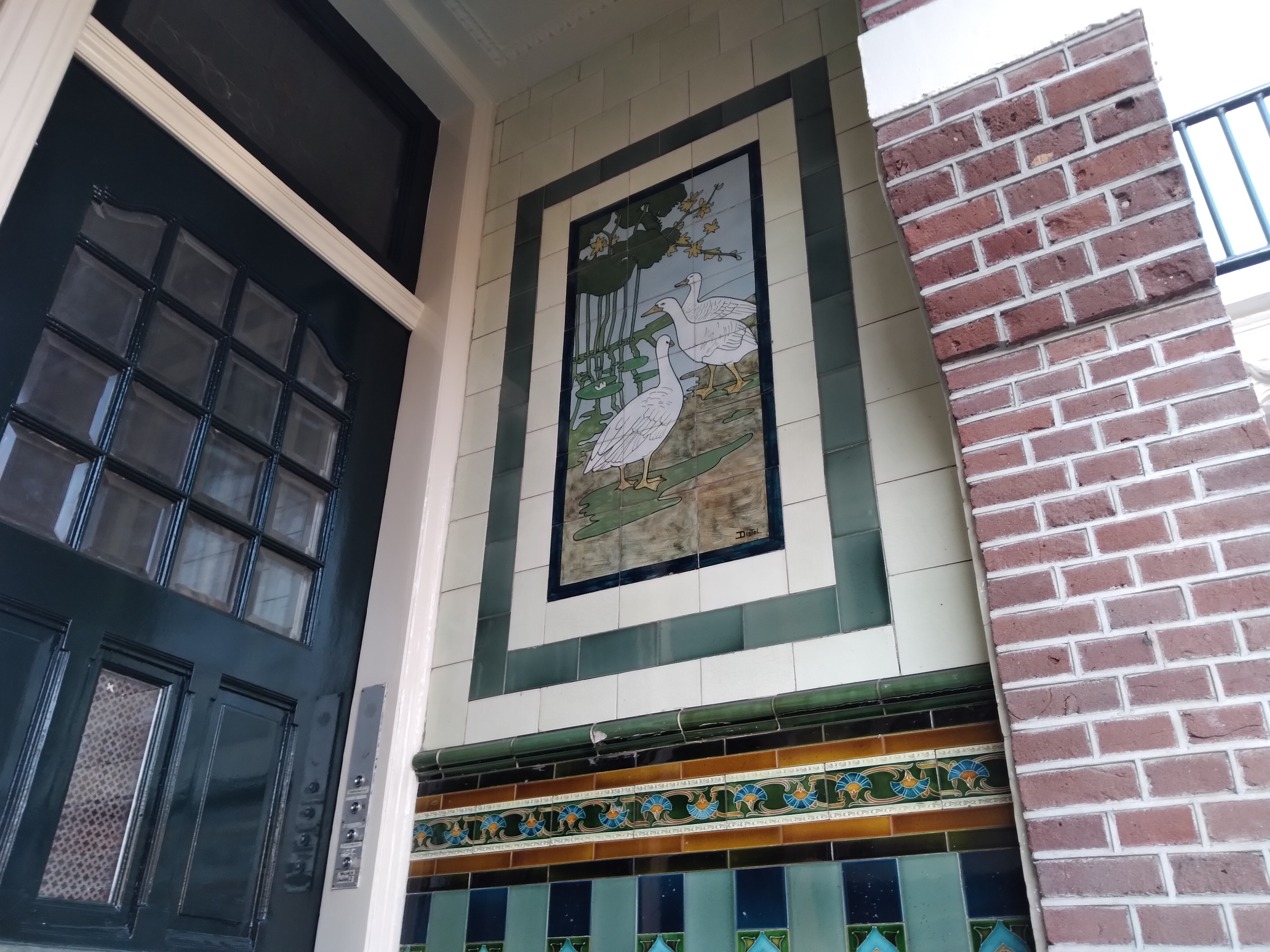
Ganzen (november 2020)

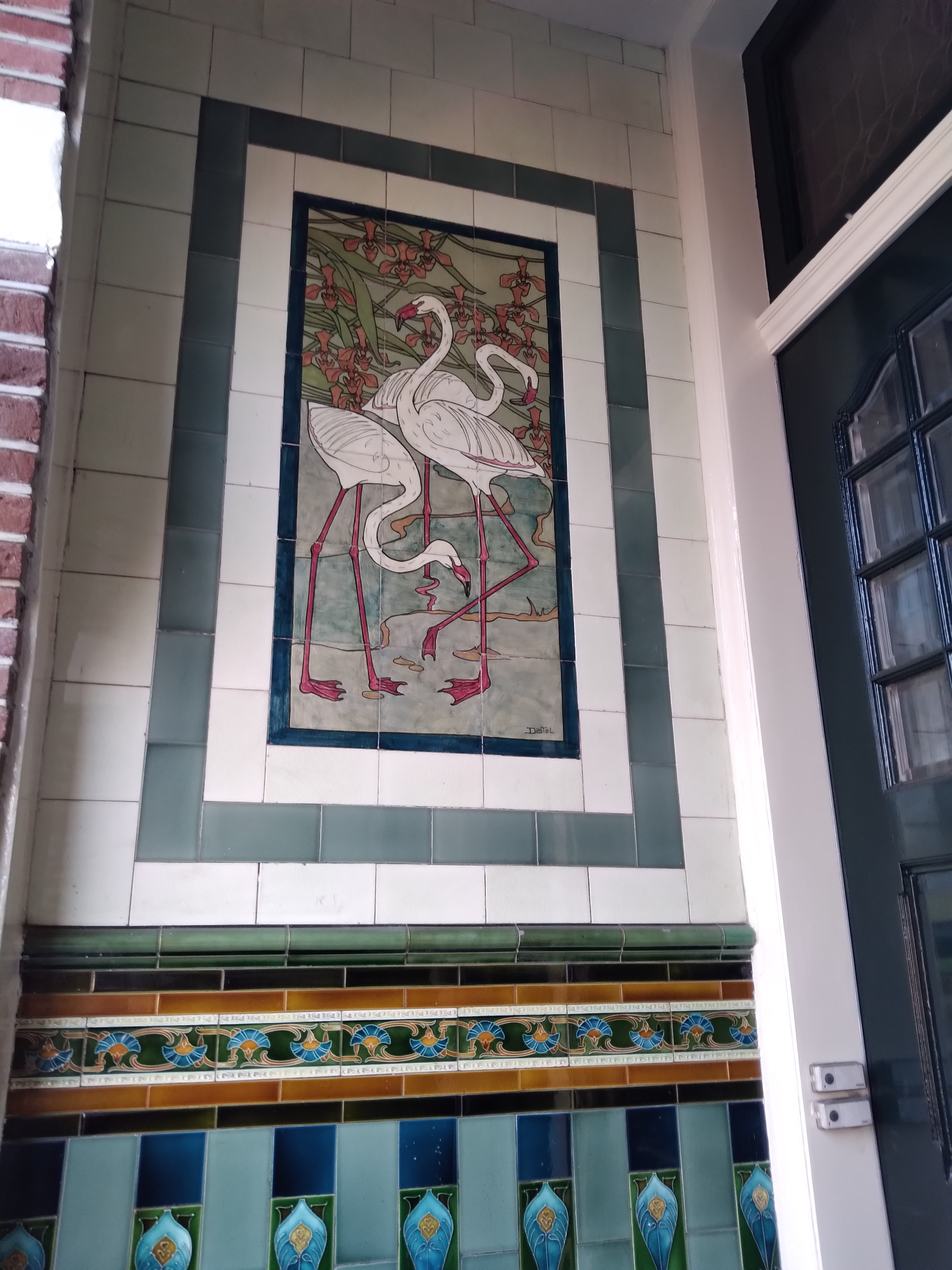
Flamingo’s (november 2020)